# Ярославль
Яросла́вль (рос. Ярославль) — місто в Росії, адміністративний центр Ярославської області і Ярославського району. Населення 570 824 жителів. Місто є транспортним вузлом, з якого розходяться залізничні лінії та автодороги у напрямку Москви, Вологди, Рибінська, Костроми, Іванова та Кірова. В Ярославлі діють також річковий порт та аеропорт. Площа міста складає 205 км².
Ярославль заснований в XI столітті та досягнув свого розквіту в XVII столітті; 2010 року місто відзначило своє тисячоліття. День міста в Ярославлі зазвичай відзначається в останню суботу травня. Історичний центр міста, розташований біля злиття річок Волги та Которослі, є об'єктом Всесвітньої спадщини ЮНЕСКО.
Має статус міста «Золотого кільця» — туристичного маршруту стародавніми містами Велике князівство Володимирське.

## Географія

### Розміщення
Ярославль розташований у центральній частині Східно-Європейської рівнини (точніше, на Ярославсько-Костромській низині) на обох берегах Волги при впаданні в неї річки Которослі; за 282 кілометри на північний схід від Москви. Місто займає площу в 205,37 км². Середня висота центру міста — 100 м над рівнем моря.

### Часовий пояс
Ярославль знаходиться у годинній зоні МСК (московський час). Зміщення застосовуваного часу щодо UTC складає +3 години. Відповідно до застосовуваного часу та географічної довготи середній сонячний опівдні в Ярославлі настає о 12:21.

### Гідрологія
Головними річками Ярославля є Волга (Горківське водосховище) та її правий приплив Которосль, рівень яких піднятий підпором Нижньогородської ГЕС. Вони впадає кілька річок і струмків, найзначніша їх — річка Нора. У руслі Которослі, ближче до гирла, лежить кілька островів; на одному з них, Даманському, знаходиться парк культури та відпочинку. Правий берег Волги високий, стрімкий, лівий — низовинний. Середньорічна витрата води Волги у Ярославля складає 1110 м³/с, середнє багаторічне значення рівня Горьківського водосховища у Ярославля — 84,28 м..

### Клімат
Місто знаходиться в зоні помірно континентального клімату, великий пом'якшувальний вплив повітряних мас з Атлантики. Сума температур вегетаційного періоду (вище +10 ° C) — 1892 ° C. Кількість днів із температурою нижче нуля — 150 днів. Річна кількість опадів — 634 мм. Сума опадів холодного періоду — 239 мм. Сума опадів теплого періоду — 395 мм..
Зима у Ярославлі помірно холодна, помірно сніжна, триває близько 4.5 місяців. Середня температура січня -10 ° C, в окремі зими морози можуть досягати -46 ° C; Проте трапляються й відлиги, так, 1932 року у січні відзначалася найтриваліша відлига протягом період спостережень (17 днів). Висота снігового покриву — 35-50 см, в окремі зими вона досягає 70 см, але іноді ледве перевищує 20 см. Сніг встановлюється в другій половині листопада і зберігається протягом 140 днів. Переважають вітри південних та західних напрямів. Середня швидкість вітру — 4,2 м/с, сильні вітри, понад 8 м/с, і хуртовини спостерігаються переважно у грудні — січні, до 8—10 днів..
Весна характеризується невеликими опадами. Середня температура квітня у Ярославлі близько +6 °C. Сход снігового покриву відбувається у першій половині квітня. Опади у квітні невеликі — 52 мм, їх збільшення починається з травня, коли випадає понад 60 мм опадів.. У травні відзначається найменша в році відносна вологість — близько 70 %.
Літо помірно тепле, вологе, з найбільшою кількістю опадів на рік — до 60-70 мм на місяць. Середньомісячна температура липня +20 °C, окремі спекотні дні температура перевалює за позначку +30°С; абсолютний максимум досягає +37,5 °C. У липні випадає найбільша кількість опадів на рік — понад 60 мм на місяць. Дощі переважно зливи, часто з грозами (у червні — липні до 6-8 днів із грозою). Переважають вітри західних та північних напрямів. Середня швидкість 2,5-3,5 м/с.
Осінь характеризується різким збільшенням хмарного неба — до 18 днів на місяць і зростанням відносної вологості до 85 %. Середня температура жовтня в Ярославлі +4…+5°C. Кількість опадів зменшується, але характер їх змінюється — йдуть облогові дощі та виникають тумани.

## Екологія та охорона природи
Ярославль, будучи промисловим та транспортним центром, характеризується високим техногенним навантаженням на довкілля. Найважливішими антропогенними факторами, що зумовлюють це навантаження, є насамперед забруднення атмосферного повітря, а також поверхневих водних об'єктів та території (ґрунтів). На 2010 рік на обліку в комітеті природокористування та охорони навколишнього середовища мерії міста перебуває понад 1,5 тис. організацій, що мають джерела забруднення навколишнього середовища, та понад 14 тисяч юридичних осіб та індивідуальних підприємців, у процесі діяльності яких утворюються різні відходи.
Спостереження за рівнем забруднень у атмосфері міста ведуться на п'яти стаціонарних пунктах. Нерідко перевищується гранично допустима концентрація бензпірену, висока концентрація діоксиду азоту. Серед основних забруднювачів атмосферного повітря — автомобільний транспорт, а також нафтопереробне підприємство «Ярославнафтооргсинтез», завод технічного вуглецю, шинний завод. Територіями із найбільш забрудненим повітрям у Ярославлі екологи називають Червону площу та проспект Толбухіна. Якість води у Волзі невисока. За даними ГУ «Ярославський обласний центр з гідрометеорології та моніторингу навколишнього середовища», фактичний вміст фенолів та нафтопродуктів у воді у 2008 році перевищував норми середньорічної концентрації.
На території міста знаходиться ціла низка особливо охоронюваних природних територій: пам'ятники природи — соснові бори за Волгою (Яковлівський бір, Ляпинський бір, Воздвиженський бір, Тверицький парк, Смоленський бір), стародавній кедровник Толгського монастиря, Крестівський кар'єр, парк селищі Нафтабуд, Демидівський сад, Бутусівський парк, Скобикинський парк, Павлівський парк, липовий гай у селищі Норське, природно-історичні ландшафти, що охороняються Петропавлівський парк і Верхній острів на річці Волзі.

## Символіка
Сучасний герб міста затверджено муніципалітетом Ярославля 23 серпня 1995 року. При цьому за основу було прийнято історичний герб зразка 1778 року з доповненням — шапкою Мономаха, що вінчає геральдичний щит (її зображення символізує той факт, що Ярославль був одним із місць перебування великих князів, що царювали). На гербі Ярославля в срібному щиті зображений ведмідь, що стоїть на задніх лапах (символ передбачливості і сили), який тримає в лівій лапі золоту сокиру на такій же рукоятці, щит увінчаний шапкою Мономаха.
Прапор міста затверджений 22 травня 1996 року і є зображенням його герба на синьому тлі..

## Історія

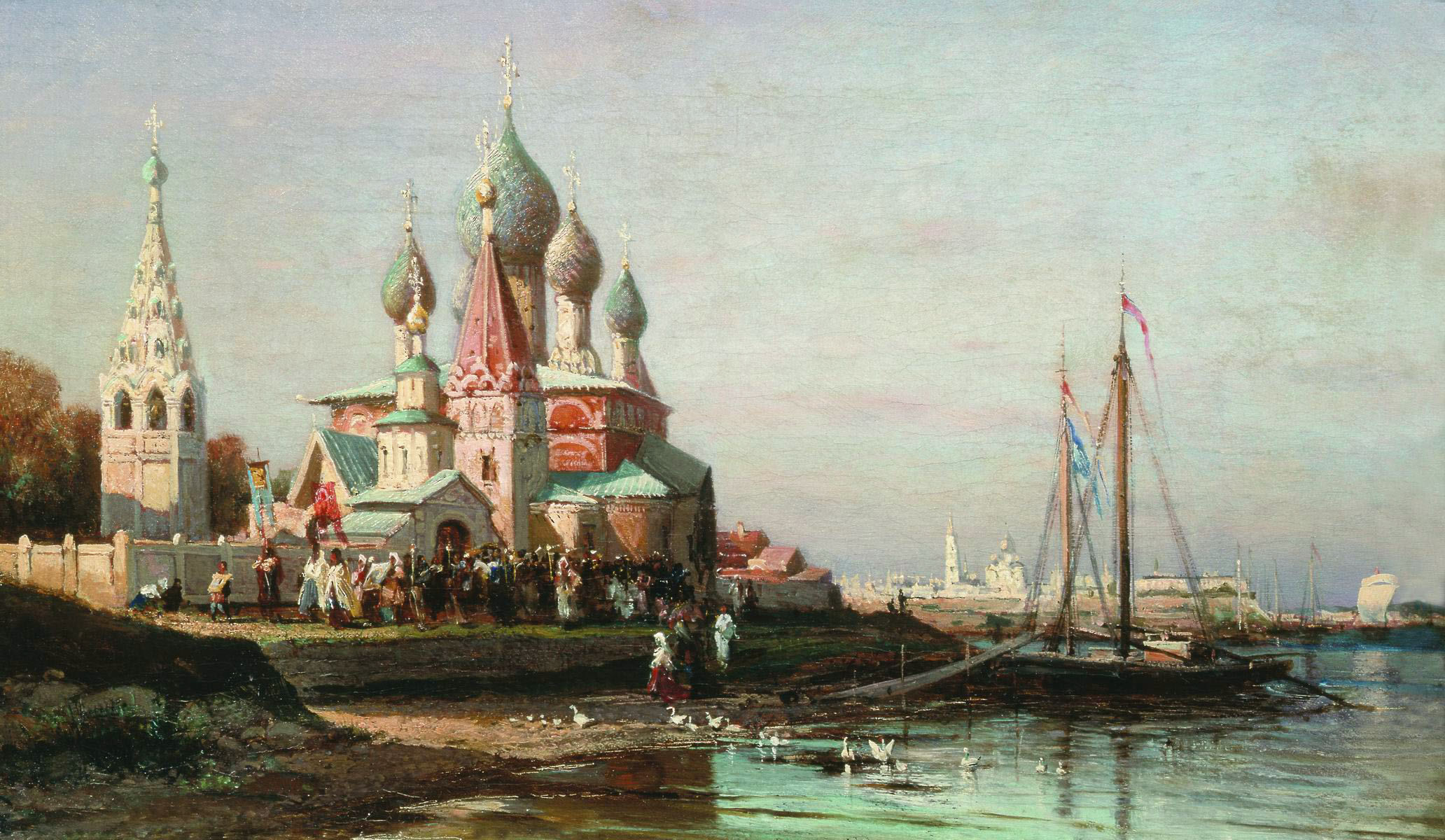
Олексій Боголюбов, Хресна хода в Корівниках, 1863 рік

Найдавніше поселення на території міста виявлено на лівому березі Волги навпроти Стрілки (мису при злитті Волги та Которослі) і відноситься до V—III тисячоліття до н.е (неоліт). Медведицьке городище дяківської культури у колишньому гирлі Ведмедиці датується І тисячоліттям до нашої ери. У IX столітті (часи Руського Каганата) під Ярославлем сформувалося велике скандинавсько-слов'янське поселення, відоме за комплексом могильних курганів у Тимерьові. Під час розкопок було виявлено скандинавську зброю, рунічні написи, шахові фігурки та найбільші на півночі Європи скарби арабських монет (найдавніші були викарбувані першим із Ідрісідів). З Тимерьова походить четверта частина знайдених у Київській Русі скандинавських фібул. Очевидно, цей «прото-Ярославль» служив великим центром на Волзькому торговому шляху. Його ставлення до пізнішому Ярославлю (тоді мерянському поселенню Ведмежий Кут) можна порівняти із співвідношенням Гніздівських курганів і Смоленська, Рюрикова городища і Новгорода, Сарського городища і Ростова. Незабаром після заснування Ярославля це поселення занепало, ймовірно, у зв'язку з припиненням функціонування Волзького торгового шляху. Вище за течією Волги, відразу за межами сучасного міста, археологами вивчений великий Михайлівський некрополь з величезним переважанням рядових поховань фінно-угорського типу..

### Заснування міста

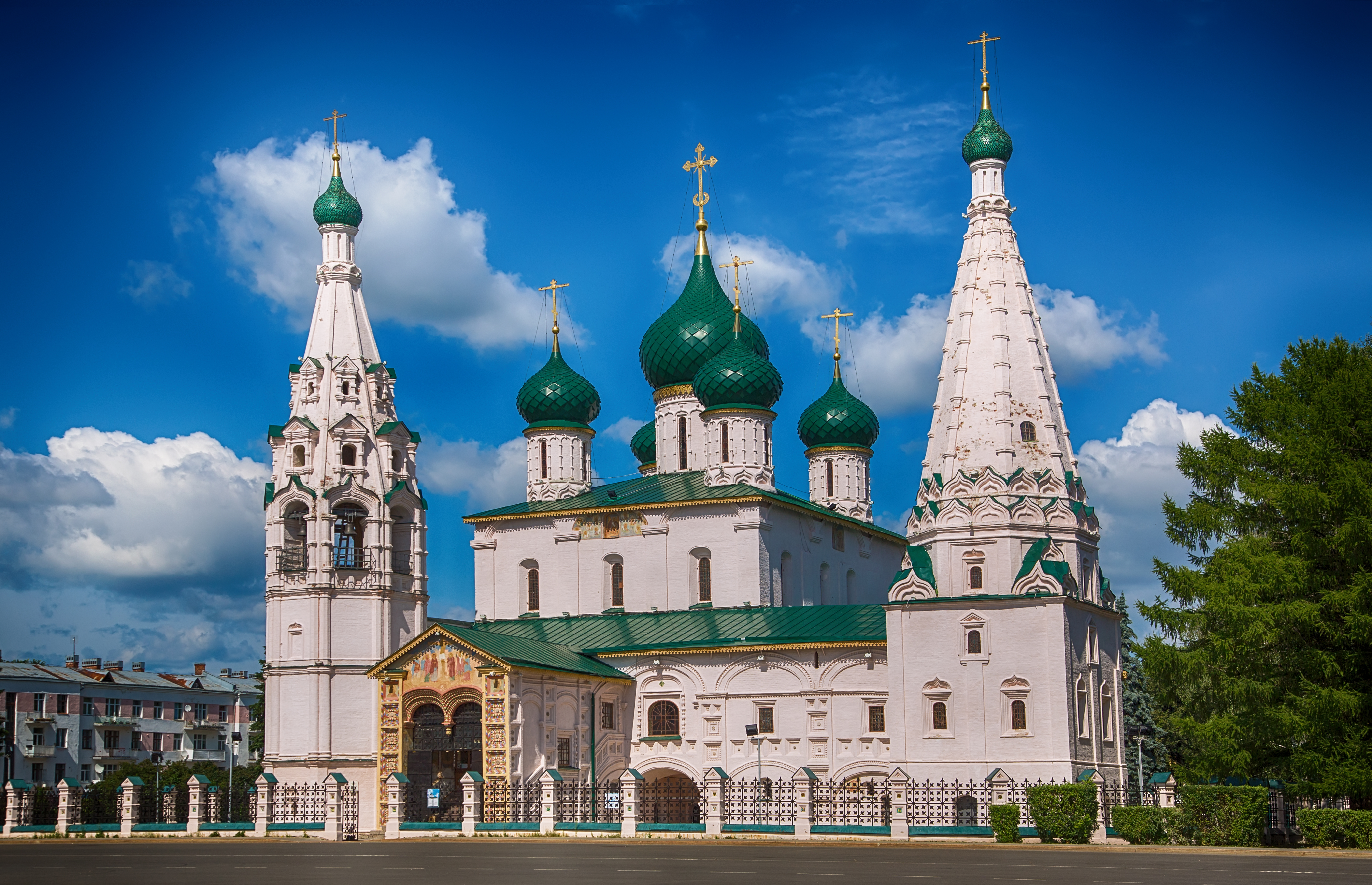
За переказами, Ярослав Мудрий заклав місто в день Іллі. Перша церква міста мала ім'я Іллі Пророка. Нинішня церква Іллі Пророка стоїть на північ від давньої Іллінсько-Тихонівської

Якщо судити за датою першої згадки в літописі, Ярославль — найдавніше з існуючих міст на Волзі. Він був закладений князем Ярославом Мудрим у період його ростовського князювання (988—1010) на мисі над Стрілкою на місці або біля язичницького поселення Ведмежий Кут. На природно захищеній ділянці (крутими високими берегами Волги і Которослі і Медведицьким яром, яким протікав струмок) збудували Ярославський кремль. Перша згадка про Ярославлю — викликане голодом «повстання волхвів» у Ростовській землі — датована 1071 роком. Назва міста традиційно пов'язують з ім'ям його засновника: «Ярославль» — присвійна форма, що означає «Ярославове [місто]».
На розкопі «Рублене місто», обмеженому Которосллю, площею Челюскінців та Медведицьким яром, залишки фортифікаційних споруд, представлені трьома рядами городен, датуються початком XI століття. У XII столітті вже існували ярославські Петропавлівський та Спаський монастирі — тоді вони розташовувалися за містом. Протягом перших двох століть свого існування Ярославль залишався невеликим прикордонним містом Ростово-Суздальської землі.

### Середньовіччя

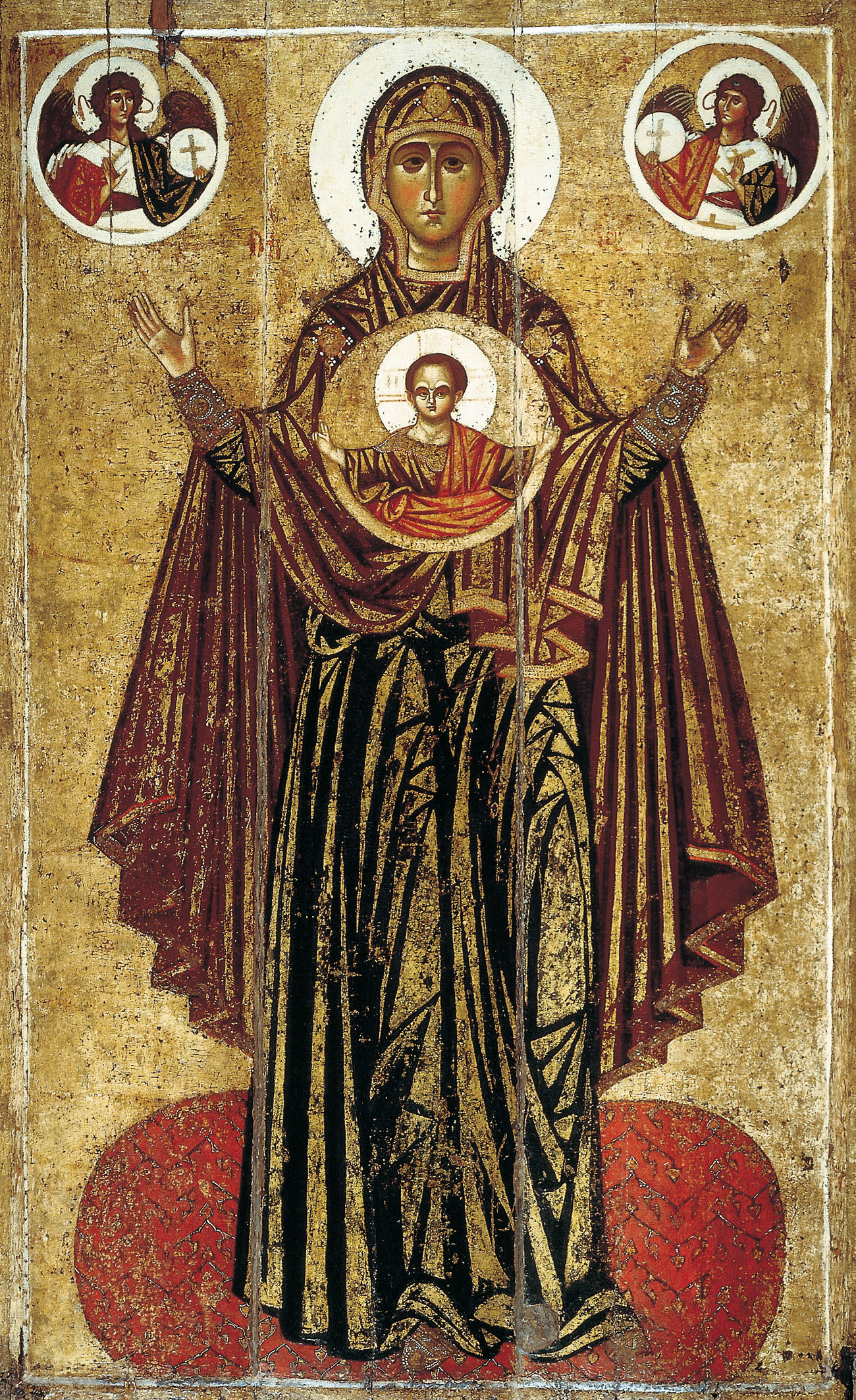
«Ярославська Оранта» — ікона часів Костянтина Всеволодовича зі Спаського монастиря

Перші кам'яні будівлі в Ярославлі з'явилися незадовго до монгольської навали, у 1210-ті роки, за волею старшого сина Всеволода Велике Гніздо — Костянтина. Він заснував у стінах Спаського монастиря перший на території Північно-Східної Русі навчальний заклад — Григорівський затвор, звів у цій обителі дві церкви — соборну та Вхідноєрусалимську, відбудував у камені Успенський собор. Судячи з збережених під сучасним будинком Входоиерусалимской церкви кілька метрів домонгольської кладки, Костянтин, на відміну батька і діда, замовляв будівлі не білокам'яні, а цегляні, прикрашаючи їх білокам'яними деталями.
Ярославль більшою мірою можна вважати столицею Костянтина Всеволодовича, ніж древній Ростов: за кількістю кам'яних храмів волзьке місто вже тоді перевершував свого старшого побратима. Не виключено, що саме за Костянтина стали складатися книжкові збори Спаського монастиря, що включали 14 пергаментних рукописів і єдиний список «Слово о полку Ігоревім». Література тут не лише переписувалася, а й ілюструвалася; свідчення того — лицьові Спаське та Федорівське євангелія. З ім'ям Костянтина також пов'язують появу в Ярославлі великоформатних творів образотворчого мистецтва, таких як велика ікона Толгської Богоматері та Ярославська Оранта.

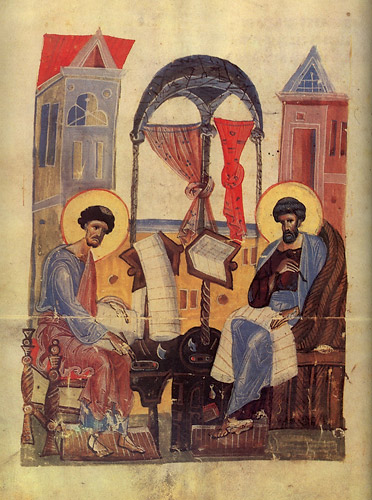
Спаське Євангеліє, ймовірно, було створено в Ярославському Спаському монастирі ще до монгольської навали

Після смерті Костянтина (1218) Ярославль став стольним градом його другого сина Всеволода, який загинув у Ситській битві з монголо-татарами. На території Рубленого міста виявлено похмуре свідчення монгольського руйнування (1238) — підклет, набитий людськими кістками догори зі слідами насильницької смерті.. Місцева легенда зберегла пам'ять про легендарну битву на Туговій горі, що трапилася в 1257 році; на місці бою височіє пам'ятний хрест.
У період татаро-монгольського ярма, до правління князя Василя Грозні Очі, питоме Ярославське князівство посилювалося, претендуючи на домінуючу роль Верхневолжье. Вершина його могутності пов'язана з правлінням Федора Ростиславича Чорного — першого представника смоленської династії Ростиславичів на ярославському престолі. Будучи зятем золотоординського хана, великий князь Ярославський грав одну з головних ролей у російській політиці свого часу.. За нього Ярославль обзавівся торгово-ремісничим посадою і неукріпленими слободами. Вгору за течією від міста, на протилежному березі Волги виник Толзький монастир, який надовго став духовним центром Ярославської землі.. Аж до XX століття Толгін день (21 серпня) залишався неофіційним днем міста та відзначався масовими гуляннями. Ярославль разом із Угличем згадується в новгородській берестяній грамоті № 69, яку В. Л. Янін датує 80-ми роками XIII століття..

## Економіка
Ярославль — великий промисловий центр. У місті працюють нафтопереробний завод, шинний завод, моторний завод, Ярославський електровозоремонтний завод, електромашинобудівний завод, Ярославський суднобудівний завод, фармацевтична фабрика й багато інших. У Ярославлі в 1932 році був побудований перший у світі завод синтетичного каучуку.
Також діє цілий ряд підприємств легкої (фабрика валяного взуття, текстильно-галантерейна, швейна фабрика), і харчовий (м'ясокомбінат, комбінат молочних продуктів і ін.) промисловості, тютюнова («Балканська зірка»), меблева фабрики.
У місті досить широко розвинена роздрібна торгівля: працюють ринки, магазини, супермаркети й торгові центри, включаючи приналежні відомим російським і світовим роздрібним мережам. Діє дрібнооптовий гіпермаркет METRO Cash & Carry.
За станом на 1 січня 2007 року в місті зареєстровано 24,8 тисяч підприємств і організацій, з них 86,6 % — приватної форми власності. Чисельність зайнятих в економіці міста за 12 місяців 2006 року нараховувала в середньому 335,7 тис. чоловік; офіційний рівень безробіття — 0,6 %

## Транспорт і зв'язок
Ярославль знаходиться на перетині важливих автомобільних, залізничних і водних шляхів.
У місті добре розвинена мережа громадського транспорту: працюють автобусні, тролейбусні й трамвайні маршрути.
Через ріку Волгу є один залізничний і два автомобільні мости, що мають називи «Жовтневий» і «Ювілейний». Крім цього, є місце для тимчасового понтонного залізничного мосту (Дудкіне-Норське), який час від часу споруджують, а потім розбирають інженерні війська.
Два основні залізничні вокзали — це Ярославль-Головний (колишня ст. Вспілля) і Ярославль-Московський. Приміські електропоїзди що прямують до Данилова, Ростова, Александрова, Нерехти й Костроми. Приміські поїзди з тепловозом ходять до Рибінська й Іваново. Через Ярославль також проходять багато поїздів далекого прямування.
Одним з основних провайдерів послуг зв'язку в місті є ВАТ «Центртелеком» (Верхньоволзька філія).

## Освіта
- Ярославський державний університет імені П. Г. Демидова
- Ярославський державний педагогічний університет імені К. Д. Ушинського
- Ярославський державний технічний університет
- Ярославський державний медичний університет
- Ярославська державна сільськогосподарська академія
- Ярославський державний театральний інститут

## Спорт
- У Першій лізі чемпіонату Росії по футболу місто представляє команда «Шинник».
- Хокейна команда «Локомотив» представляє місто у чемпіонаті Континентальної хокейної ліги. Триразовий чемпіон Росії (1997, 2002, 2003).
- У Вищій лізі чемпіонату Росії по волейболу місто представлене командою «Ярославич» (до 2007 р. називалася «Нефтяник»).

## Музеї міста
- Музей історії міста Ярославль
- Державний історико-архітектурний і художній музей-заповідник
- Ярославський художній музей
- Музей поета Максима Богдановича
- Музей «Музика і час» (приватний)
- Меморіальний будинок-музей співака Собінова

## Культура
У місті діє Ярославський державний театр ляльок.

## Архітектура й мистецтво. Храми міста
Історичний центр Ярославля входить у всесвітню спадщину ЮНЕСКО (об'єкт 1170).
Місто дуже багато на старовинні пам'ятки архітектури. Історично воно поділялось на кремль — «Рублене місто», посад — «Земляне місто» та ізольовані приміські посадські слободи.
- Кремль Ярославля не зберігся до нашого часу у первісному вигляді. Від мурів, що були зведені у 1640-і — 1670-і рр., залишились лише дві поодинокі вежі — Знаменська (Власіївська, 1658–1669 рр.) та Волзька (Арсенальна, 1658–1669 рр., перебудована у класицистичному стилі у XIX ст.).
  - На території кремля розташовувались декілька храмів. У первісному вигляді вціліла лише церква Миколи Рублене Місто (1695 р.) — безстовпний п'ятибанний храм із шатровою дзвіницею. В церкві збереглися фрески, створені одночасно із храмом.
  - Також у Рубленому місті збереглися палати митрополита Йони Сисоєвича (1680-і рр.) — велика двоповерхова кам'яниця.
- Поруч із Рубленим містом знаходиться твердиня Спасо-Преображенського монастиря — нині саме його називають «кремлем» Ярославля. Монастир був закладений ще у 1186 р. і до побудови кремля слугував цитаделлю міста. Нині це комплекс споруд XVI–XIX ст.
  - Мури монастиря. 1550-і — 1580-і рр., 1621–1646 рр. Після перебудов XVIII–XIX ст. залишились недоторканими лише дві вежі (Углицька та Богородська, 1623 р.) та окремі ділянки мурів.
  - Святі Ворота. Фактично це фортечна брама. 1516, 1621 рр., XIX ст. Раніше тут була церква. Фрески 1633 р.
  - Спасо-Преображенський собор. 1505–1516 рр. Невеликий чотирьохстовпний храм. Стоїть на місці храму 1216–1224 рр. Фресковий розпис 1563–1564 рр. — найдавніший у місті. Іконостас із іконами XVI–XIX ст.
  - Залишки Входоєрусалимської церкви (1218, 1617–1619 рр.) під сучасним класицистичним храмом Чернігівських Чудотворців.
  - Дзвіниця. XVI–XIX ст.
  - Трапезний та ігуменський корпуса (XVII ст.) із церквою Різдва Богородиці (1520 р., перебудовувалась)
  - Корпус келій. 1675 р. — кінець XVII ст. Найбільша пам'ятка допетровської цивільної архітектури в місті.
- У колишньому Земляному місті Ярославля — його ремісничому та торговельному серці — збереглися численні історичні будівлі.
  - Михайло-Архангельська церква. 1660–1682 рр. Чотирьохстовпний п'ятибанний храм із шатровою дзвіницею. Має фресковий ансамбль 1731 р.
  - Спасо-Преображенська церква на Городу. 1660-і — 1672 рр. Чотирьохстовпний п'ятибанний храм із шатровою дзвіницею та приділами (північний — шатровий). Зберіг фрески 1693 р.
  - Церква Іллі Пророка. 1647–1650 рр. Чотирьохстовпний п'ятибанний храм із шатровою дзвіницею, галереями та двома приділами (один купольний, інший — шатровий). Зберіг первісні інтер'єри XVII ст., у тому числі фресковий ансамбль та іконостас 1680-х рр.
  - Церква Миколи Надєїна. 1620–1621 рр. Чотирьохстовпний, нині однобанний храм, із двома приділами, галереєю та шатровою дзвіницею. Фрески 1640–1641 рр., бароковий іконостас 1751 р.
  - Спасо-Пробойненська церква. 1696–1705 рр. Нині спотворена, у жалюгідному становищі.
  - Комплекс Афанасіївського монастиря. Закладений у 1615 р. Будівлі XVII–XVIII ст. Центр монастиря — церква Кирила та Афанасія Олександрійських (1664 р.) — великий безстовпний однобанний храм.
  - Палати Іванова — двоповерхова кам'яниця середини XVII ст.
  - Церква Різдва Христового. 1635–1644 рр. Чотирьохстовпний, нині однобанний храм із трьома купольними приділами та величезною шатровою дзвіницею, у котрій влаштований ще один приділ. Храм зберіг фрески 1683 р., іконостас початку XVIII ст.
- За межами колишнього Земляного міста знаходяться:
  - Богоявленська церква. 1684–1693 р. Безстовпний п'ятибанний храм із шатровою дзвінецею. Ансамбль фресок та іконостас 1693 р.
  - Благовіщенська церква. 1688–1702 рр. Безстовпний п'ятибанний храм із оригінальним купольним покриттям бань. Первісна дзвіниця знищена у 1929 р. У храмі — фрески 1709 р.
  - Велика «холодна» Хрестовоздвиженська (1674–1688 рр.) та маленька Козьмодемьянська церкви (початок XVIII ст.) Хрестовоздвиженського приходу. Були спотворені більшовиками, нині відновлюються. Первісна шатрова дзвіниця знищена.
  - Церква Дмитра Солунського (1671–1673 рр.). Двостовпний, нині однобанний храм, із шатровою дзвіницею. Фрески 1686 р. Був дуже спотворений більшовиками, потім відбудований.
  - Церква Петра Митрополита. 1657 р. Спотворена у радянський період, нині у жалюгідному стані.
  - Дзвіниця церкви Микити Мученика. Початок XVIII ст., наришкінський стиль. Сама невелика церква 1641–1644 рр. була знищена більшовиками.
  - Вознесенська церква. 1682 р. Раніше — чотирьохстовпний п'ятибанний храм. Нині перебуває у спотвореному більшовиками вигляді.
  - Церква Володимирської ікони на Божедомці. 1672—1678 рр. Трьохшатровий храм із шатровою дзвіницею. Фрески 1691 р.
  - Миколо-Мокринський приход. «Холодна» церква Миколи Мокрого (1665–1672 рр.) — великий чотирьохстовпний п'ятибанний храм із шатровою дзвіницею та двома шатровими приділами. Фрески 1673 р. «Тепла» Тихвінська церква (1686 р.) — маленький однобанний храм, рясно прикрашений ізразцями.
  - Приход слободи Коровники. «Холодна» церква Івана Златоуста (1649–1652 рр.) — великий чотирьохстовпний п'ятибанний храм із двома шатровими приділами. Фрески та бароковий іконостас 1732–1733 рр. «Тепла» церква Володимирської ікони (до 1669 р.) — чотирьохстовпна, п'ятибанна. Також до ансамблю входять шатрова дзвіниця (1680 р.) та Святі Ворота (кінець XVII ст., наришкінський стиль).
  - Миколо-Тропинська церква. 1660-і рр. Перебудовувалась, спотворена у радянський період.
  - П'ятницька церква на Туговій Горі. 1692 р. За радянських часів спаплюжена.
  - Церква Федорівської ікони. 1687–1689 рр. Великий п'ятибанний чотирьохстовпний храм. Розписи, іконостас 1715 р.
  - Церква Миколи Пенського. 1691 р. Однобанний храм із шатровою дзвіницею.
  - Церква Івана Предтечі у Толчкові. 1671–1687 рр. Великий чотирьохстовпний п'ятибанний храм із двома п'ятибанними приділами. В ансамбль входять також дзвіниця і Святі Ворота (кінець XVII ст., наришкінське бароко). В храмі — ансамбль фресок 1694–1700 рр., іконостас початку XVIII ст.
  - Палати Коритова у Толчкові. Двоповерхова кам'яниця, кінець XVII ст.
  - Церква Миколи в Мєлєнках. 1668–1672 рр. П'ятибанний чотирьохстовпний храм. Первісна дзвіниця знищена у радянську добу. В храмі — фрески 1705–1707 рр.
  - Церква Петра і Павла при мануфактурі. 1736–1744 рр. Петровське бароко.
- У селищі Толга, що нині увійшло до меж міста, знаходиться давній Толзький монастир. Закладений у 1314 р., згодом він перетворився на міцну фортецю і у такому вигляді дійшов до нашого часу. До складу цього видатного ансамблю входять: фортечні мури (1690-і рр.), шестистовпний Введенський собор (1681–1688 рр.) із дзвіницею (XVII–XIX ст.), Хрестовоздвиженська трапезна (1620–1625 рр.) та Микольська надбрамна (1672 р.) церкви, настоятельський корпус 1680-х рр. та лікарняний корпус із дев'ятибанною церквою Спаса Преображення (бл. 1700 р.).

Галерея

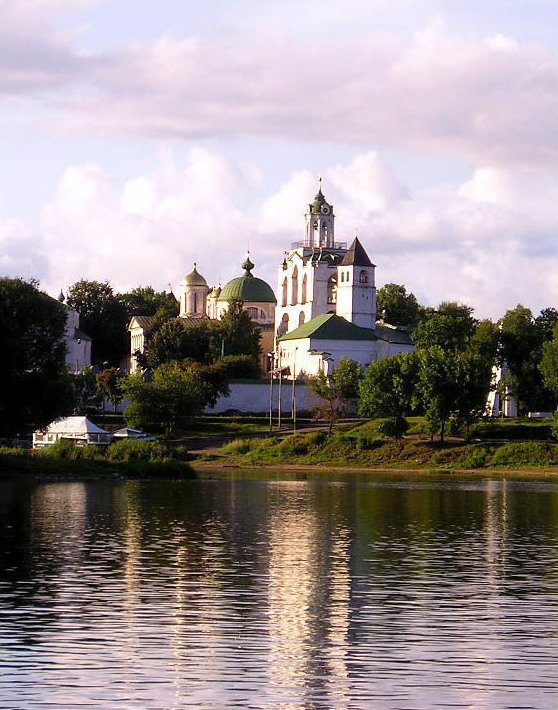
Спасо-Преображенський монастир
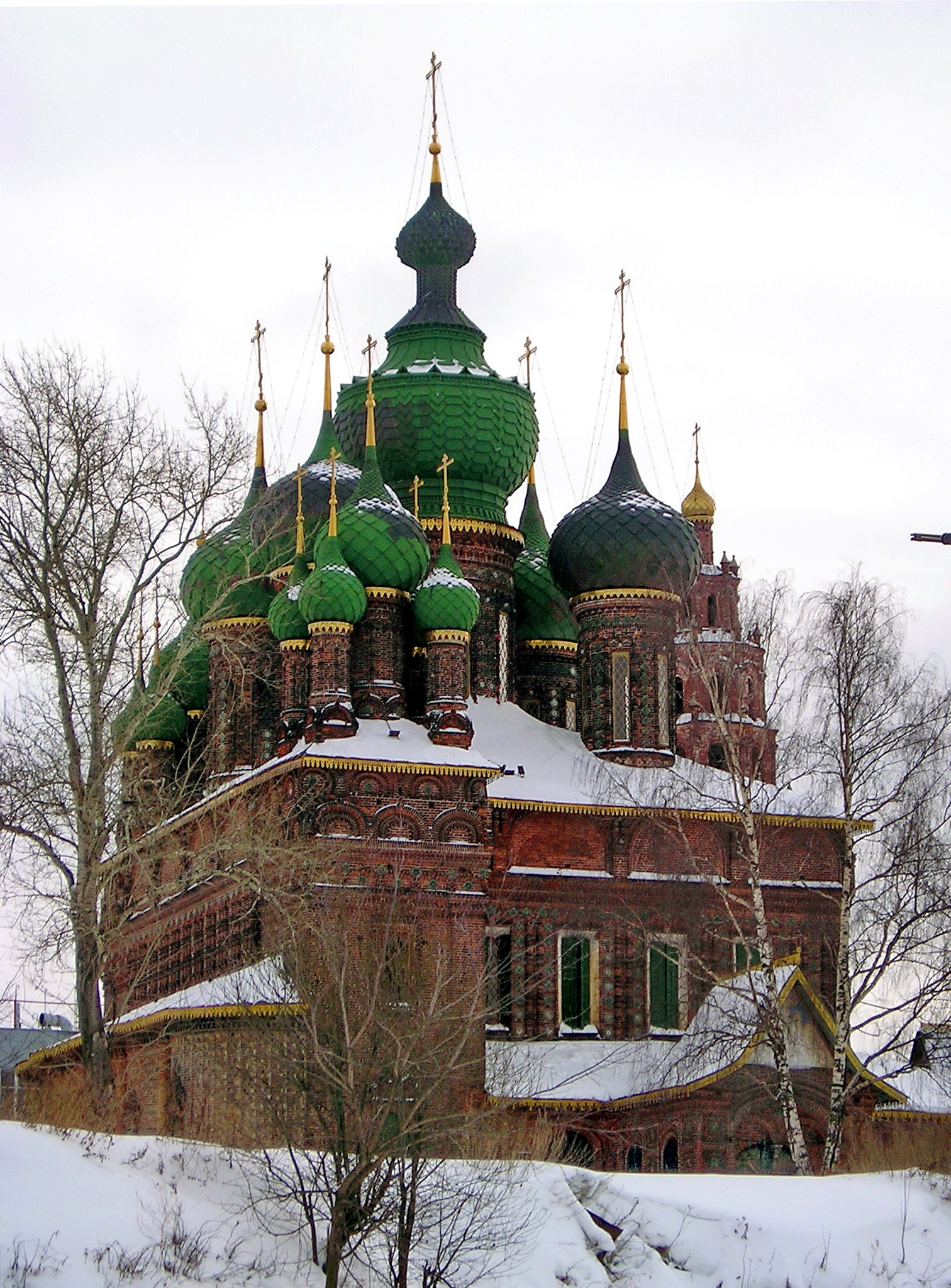
П'ятнадцятибанна церква Івана Предтечі у Толчкові
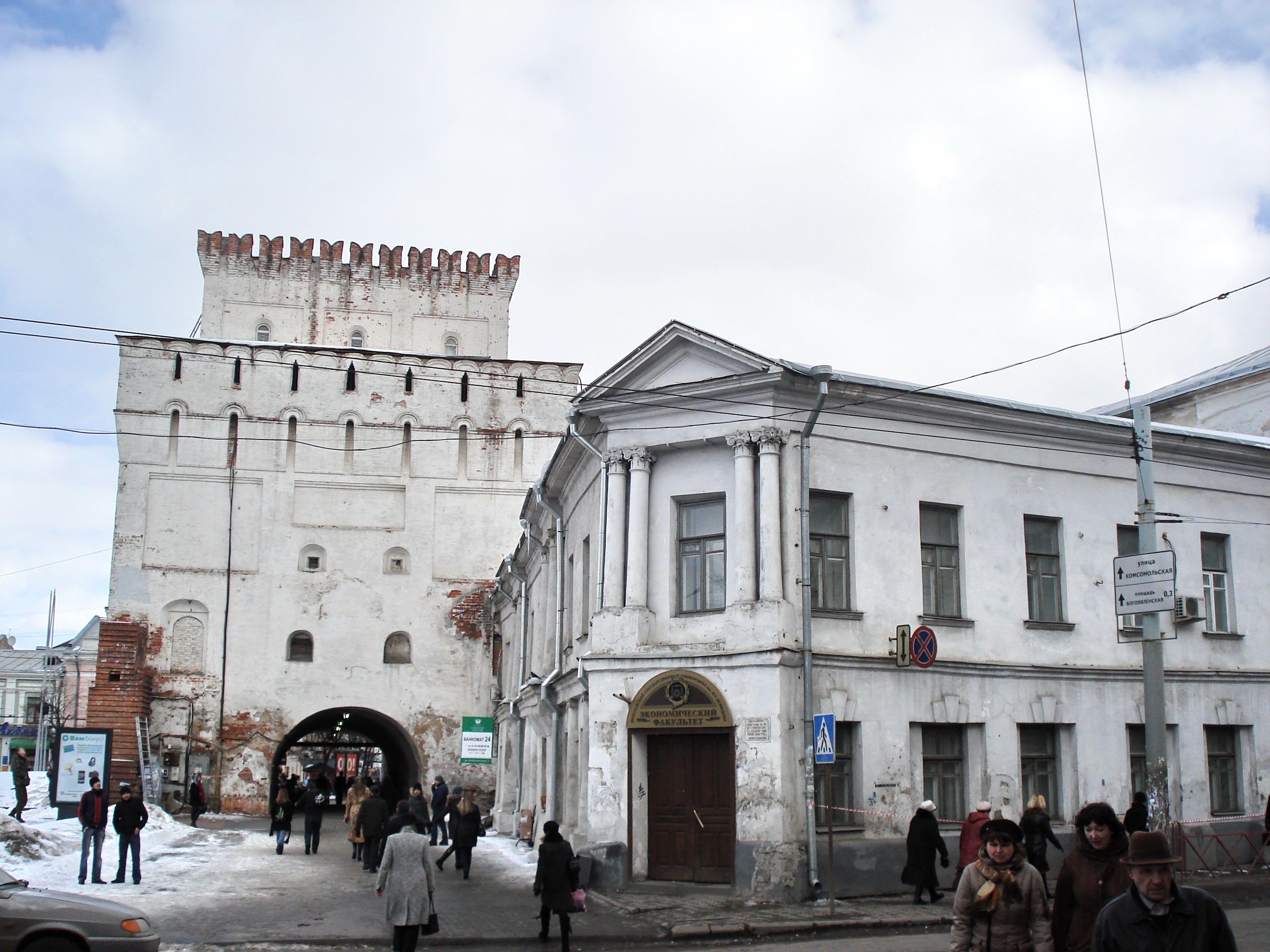
Залишок кремля — Знаменська вежа, 1658–1669
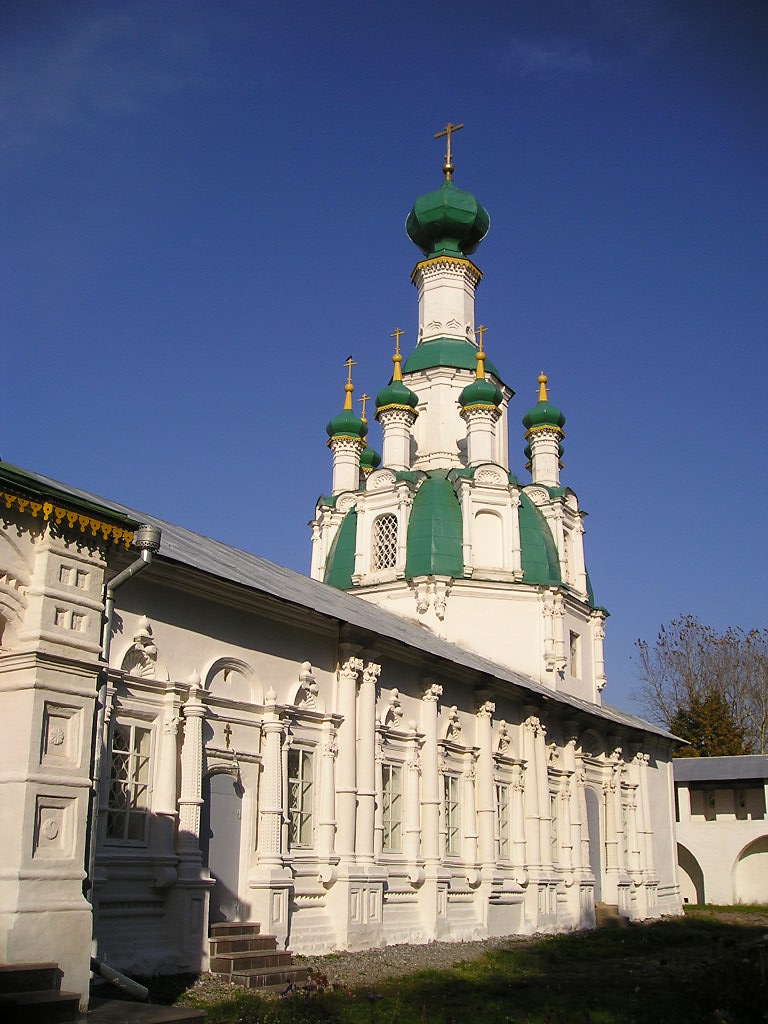
Лікарняна церква Толзького монастиря, бл. 1700
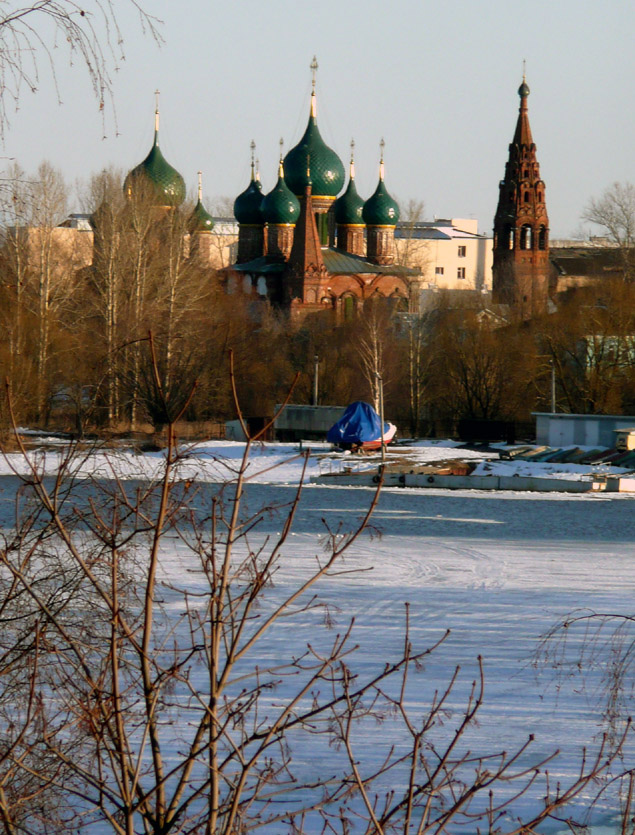
Храмовий ансамбль в Коровниках, XVII ст.
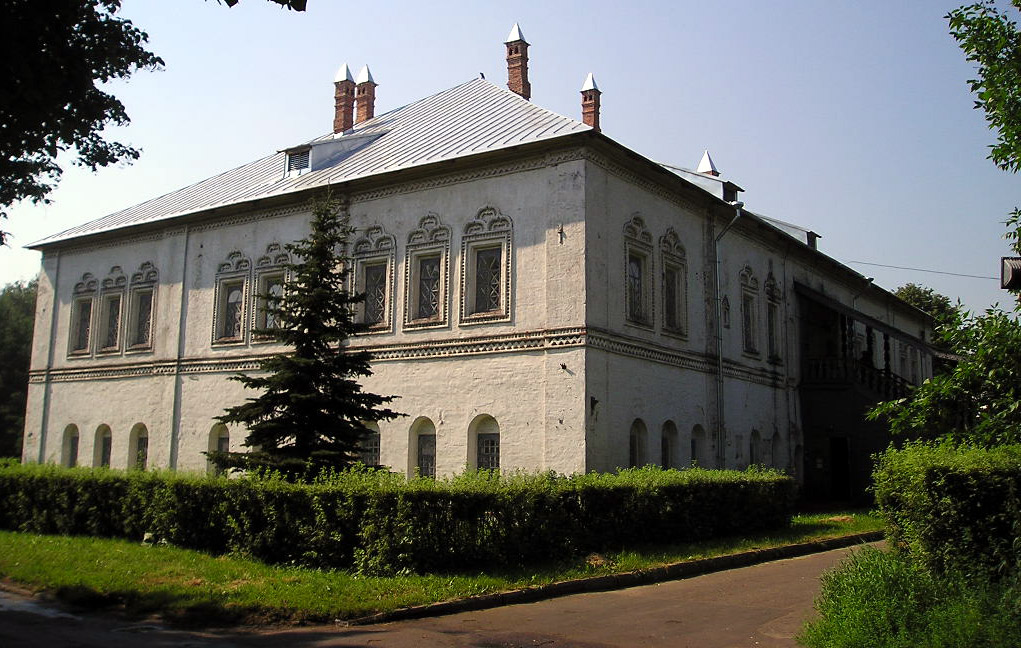
Митрополичі палати, XVII ст.
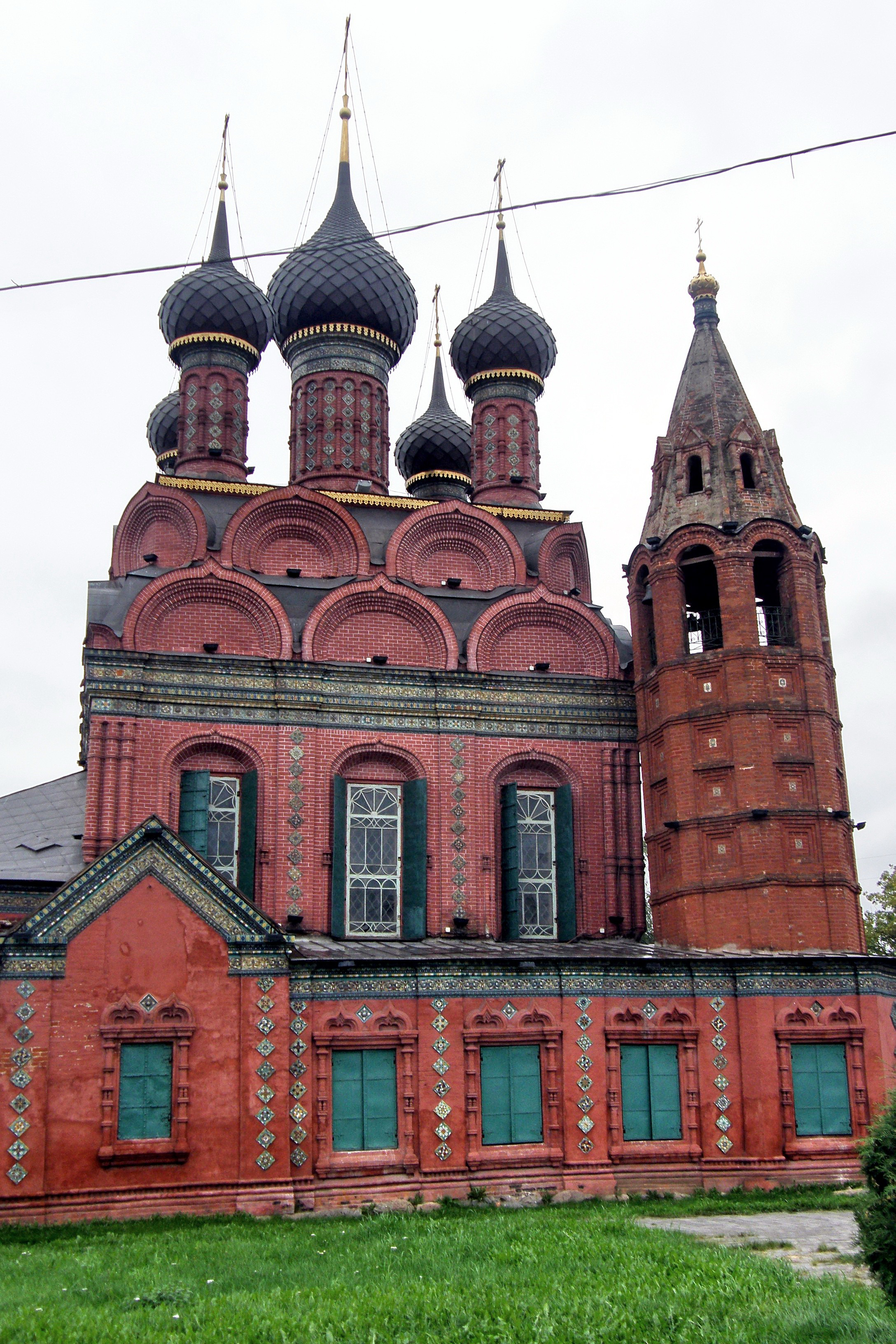
Богоявленська церква. 1684 — 1693 рр.
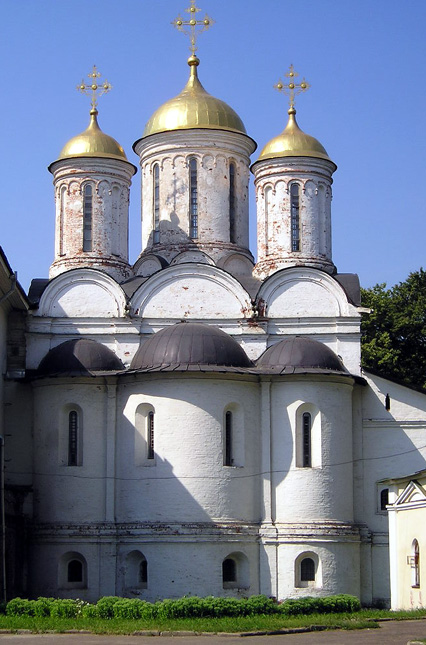
Собор Спасо-Преображенського монастиря, 1504 — 1516 рр.
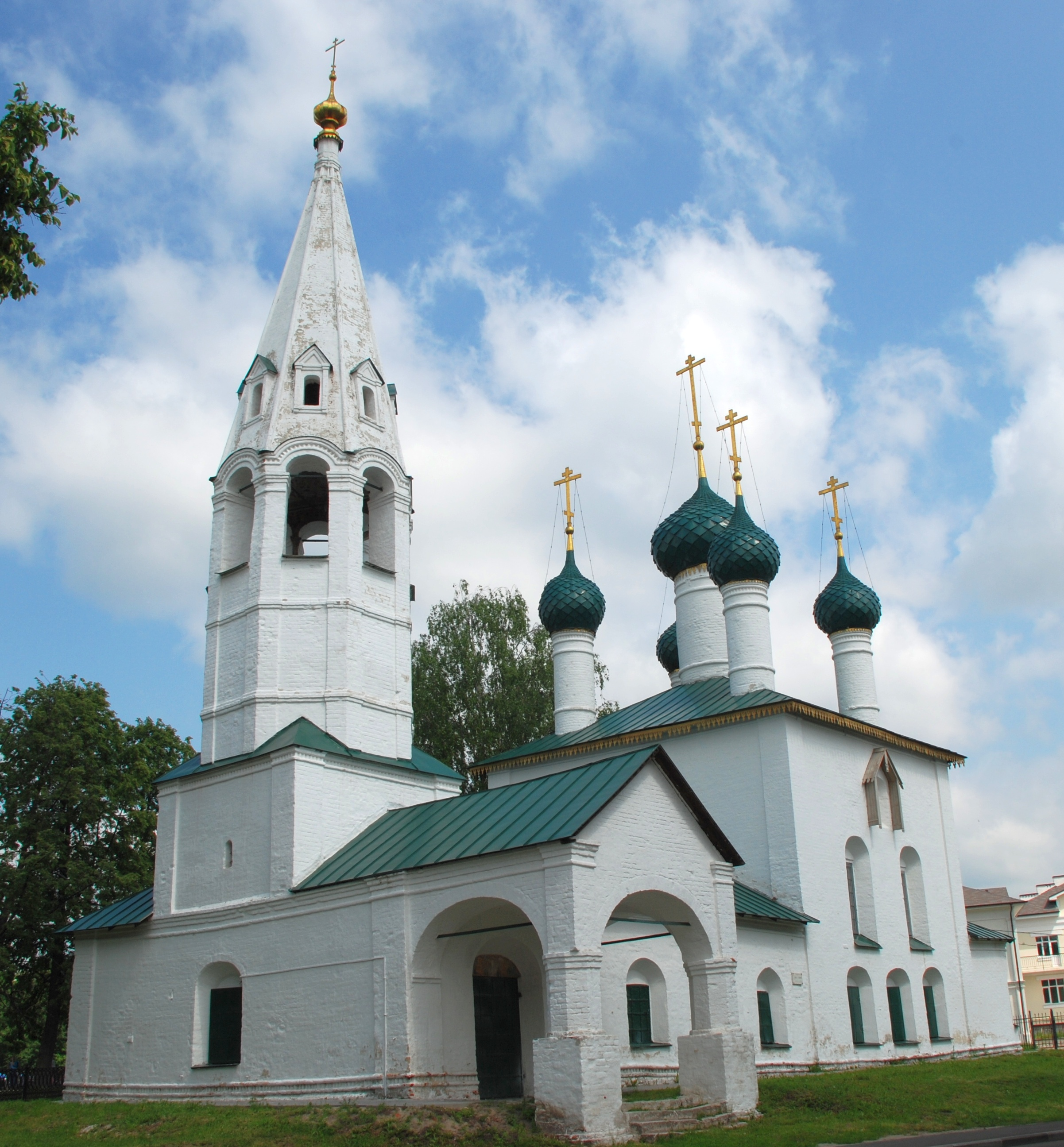
Церква Миколи Рублене Місто, 1695 р.
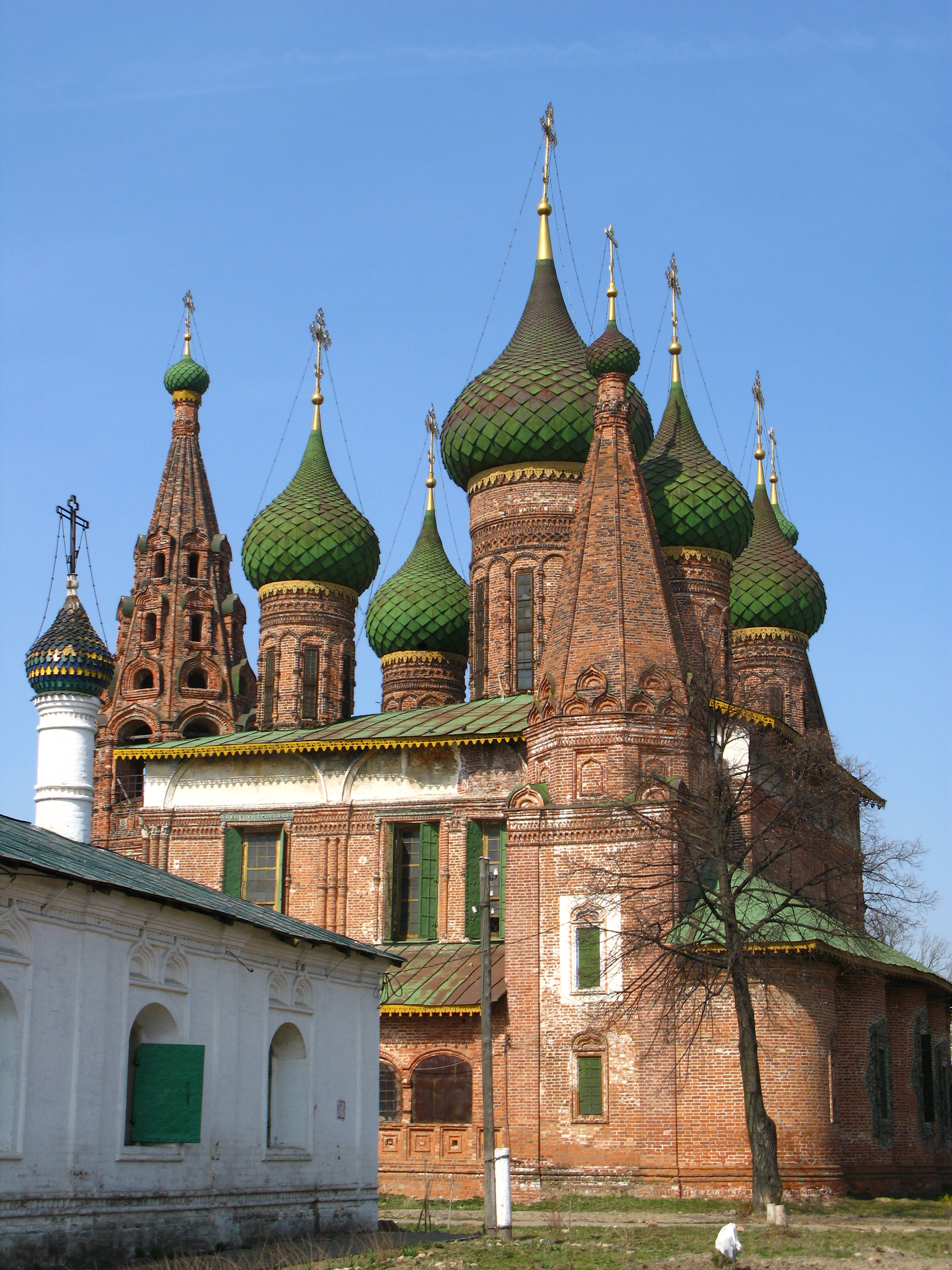
Церква Миколи Мокрого, 1665 — 1672 рр.
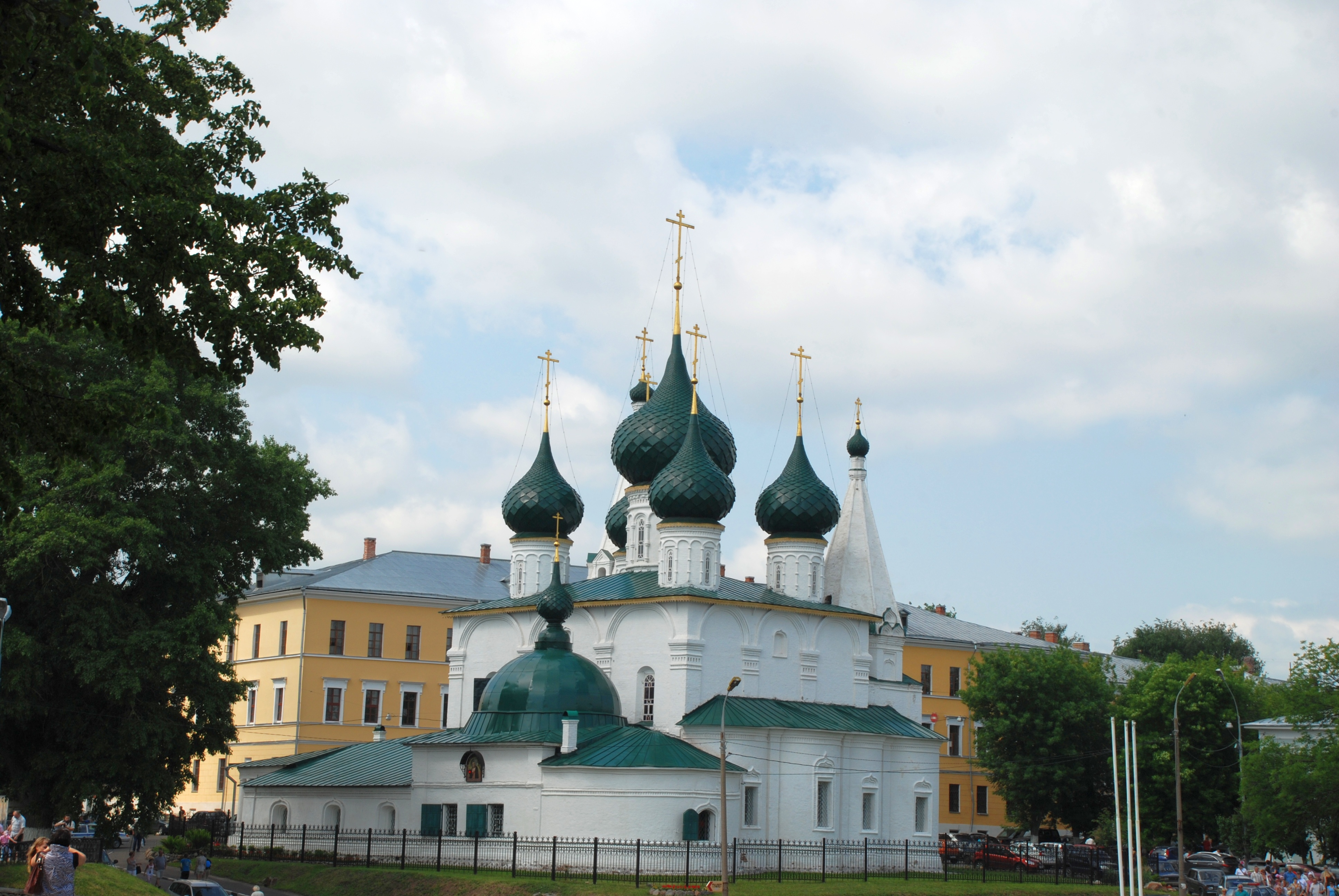
Церква Спаса на Городу, 1660 — 1672 рр.
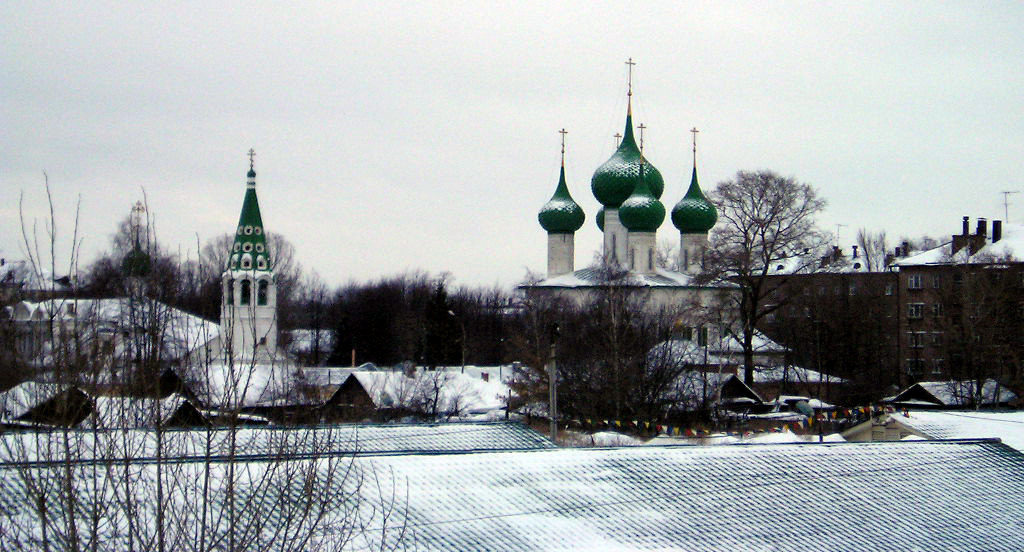
Церкви Федорівської ікони та Миколи Пенського (XVII ст.)
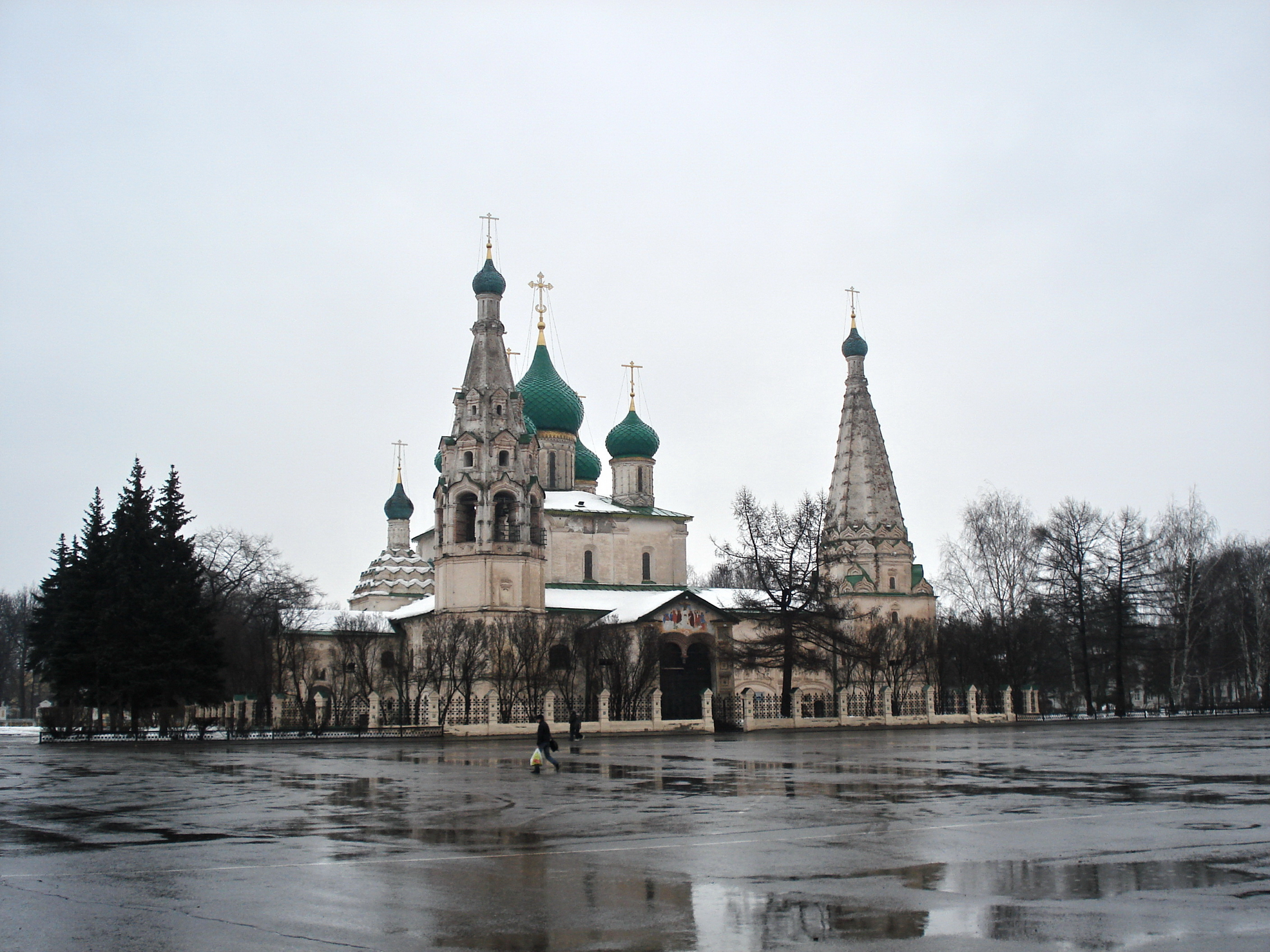
Комплекс Іллінської церкви (1647 — 1650 рр.)
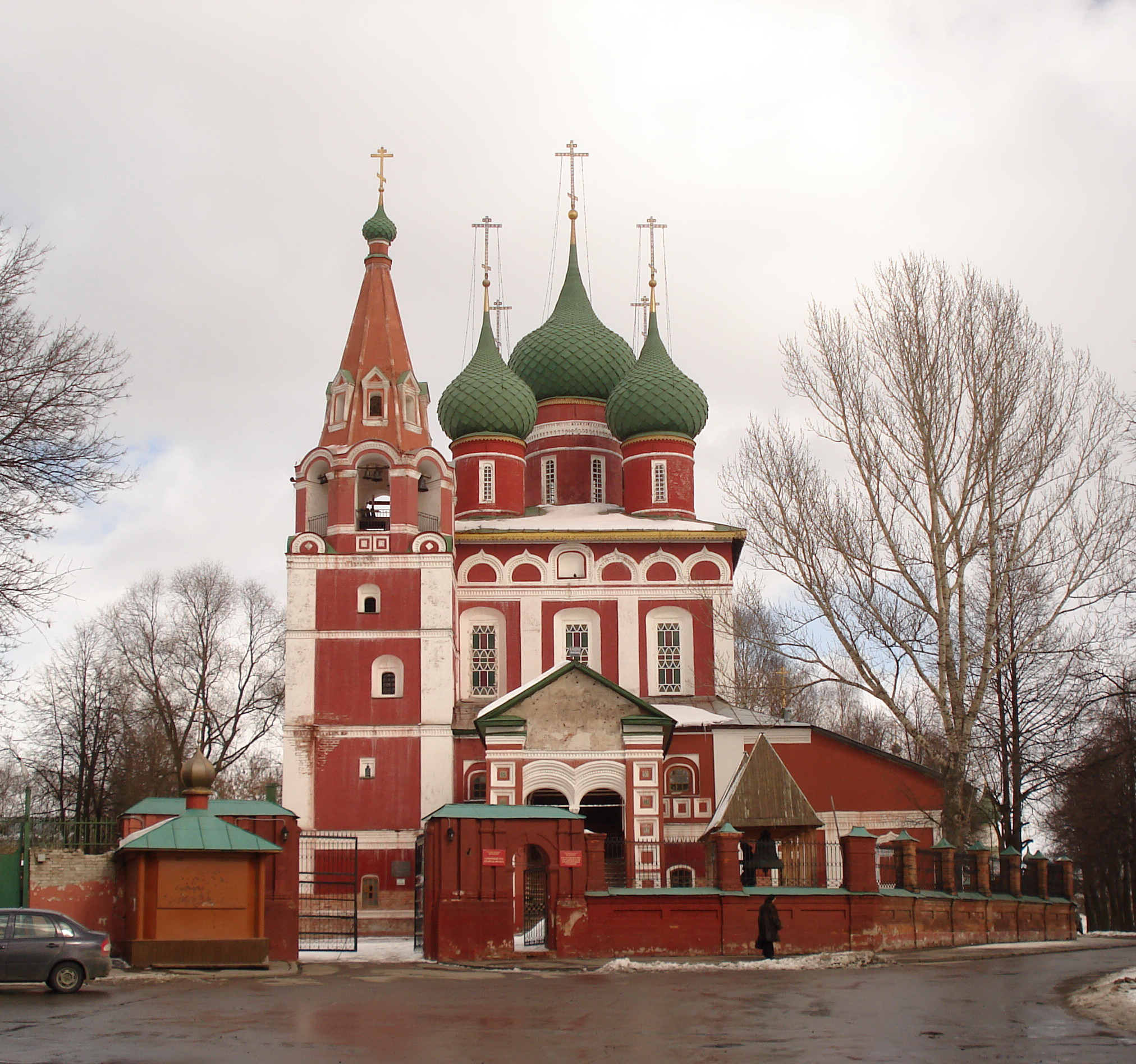
Михайло-Архангельська церква. 1660 — 1682 рр.
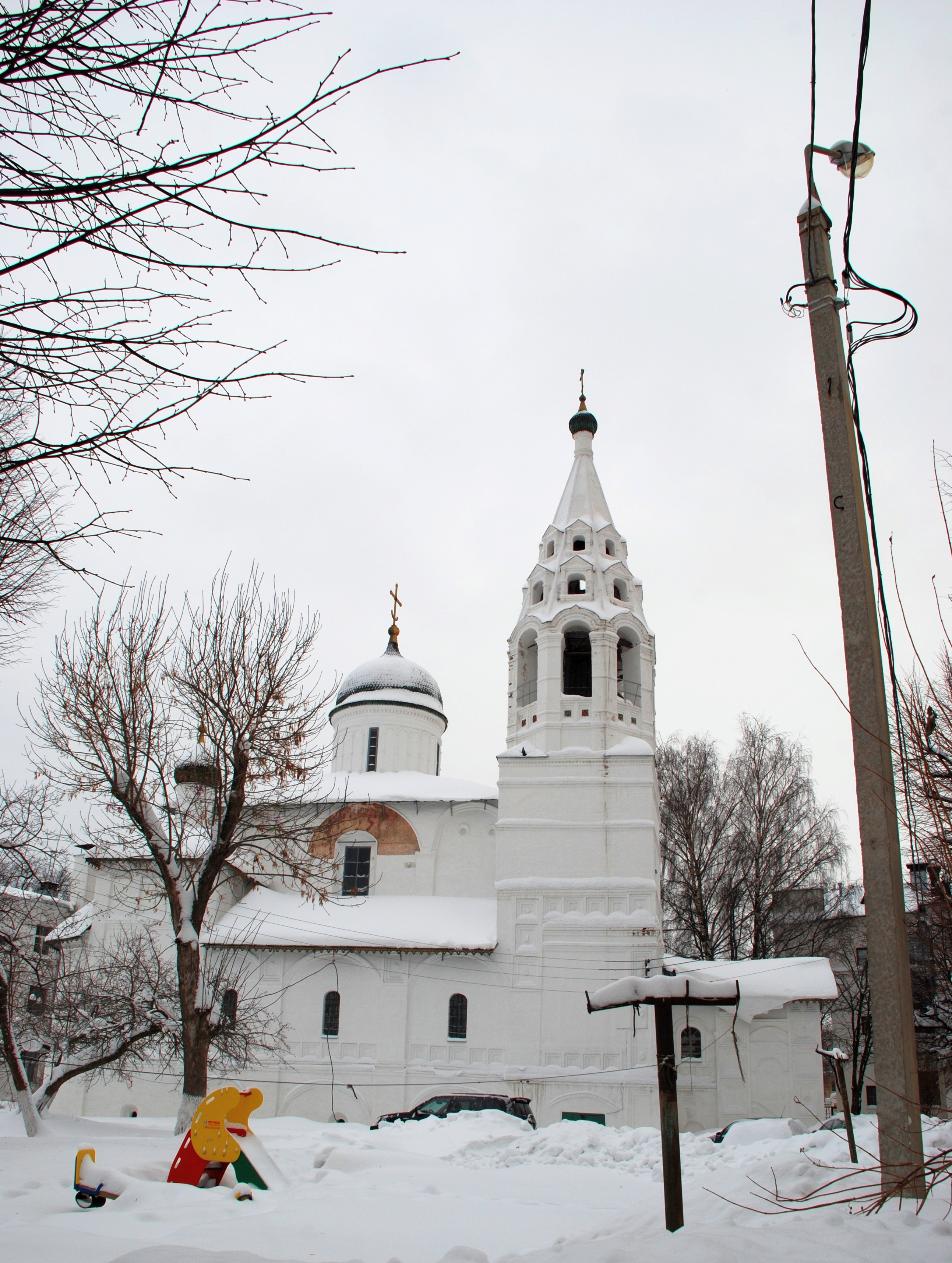
Церква Миколи Надєїна, 1620 — 1621 рр.
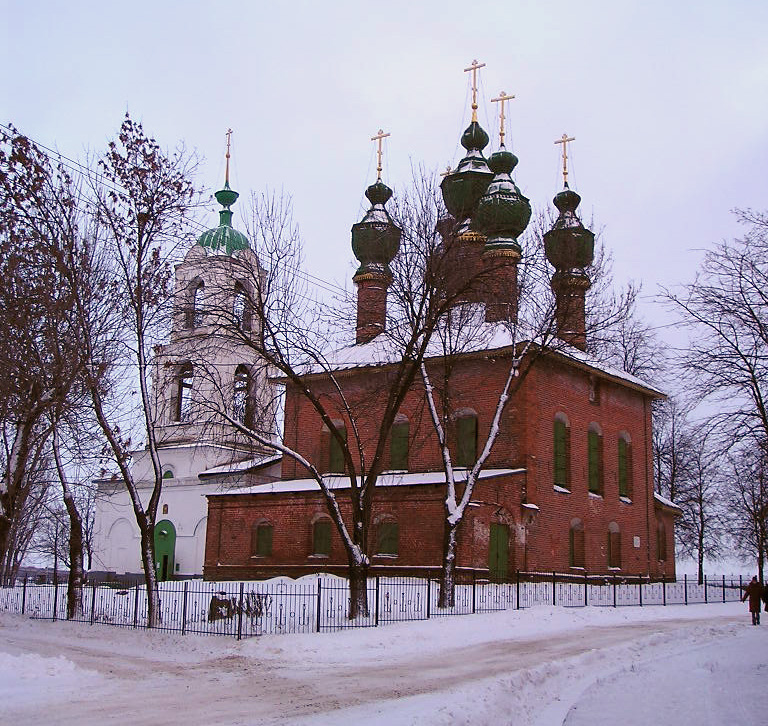
Благовіщенська церква, 1688 — 1702 рр.
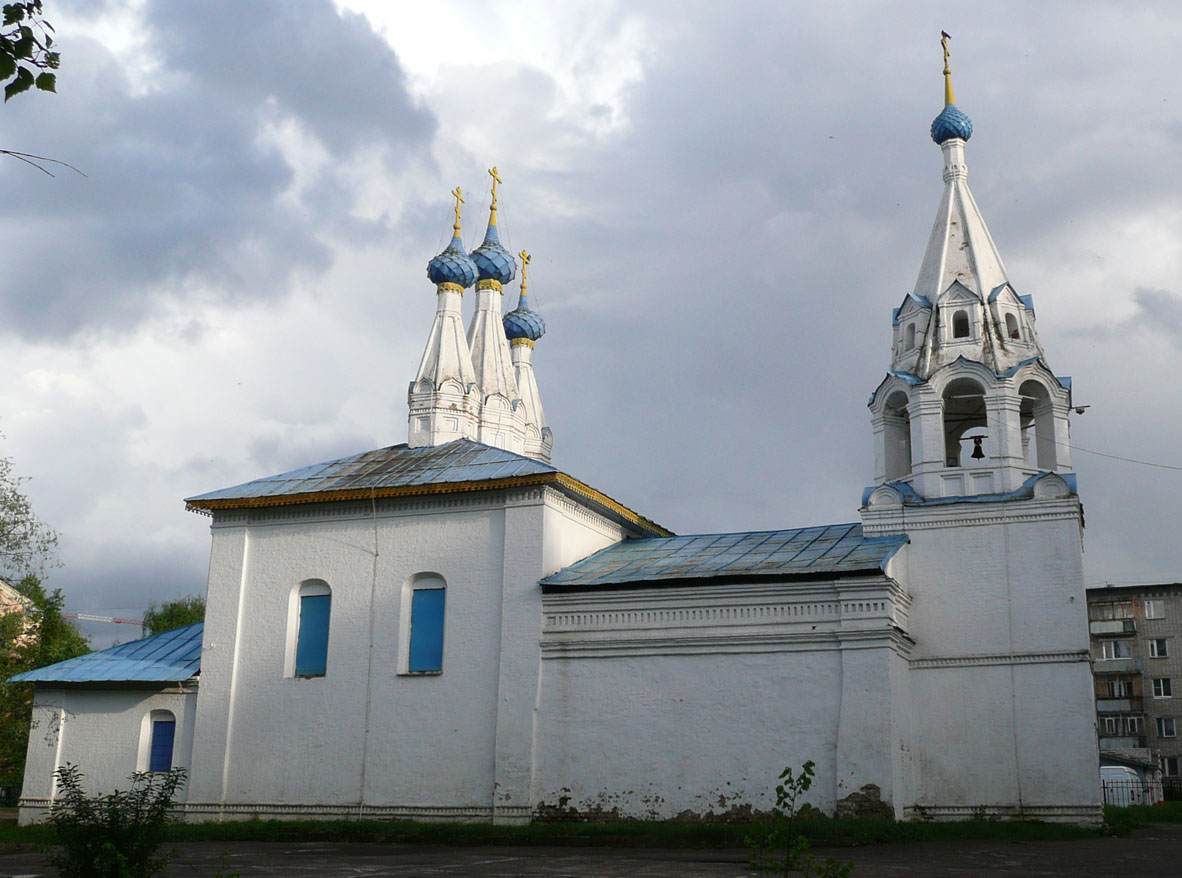
Володимирська церква на Божедомці, 1672 — 1678 рр.
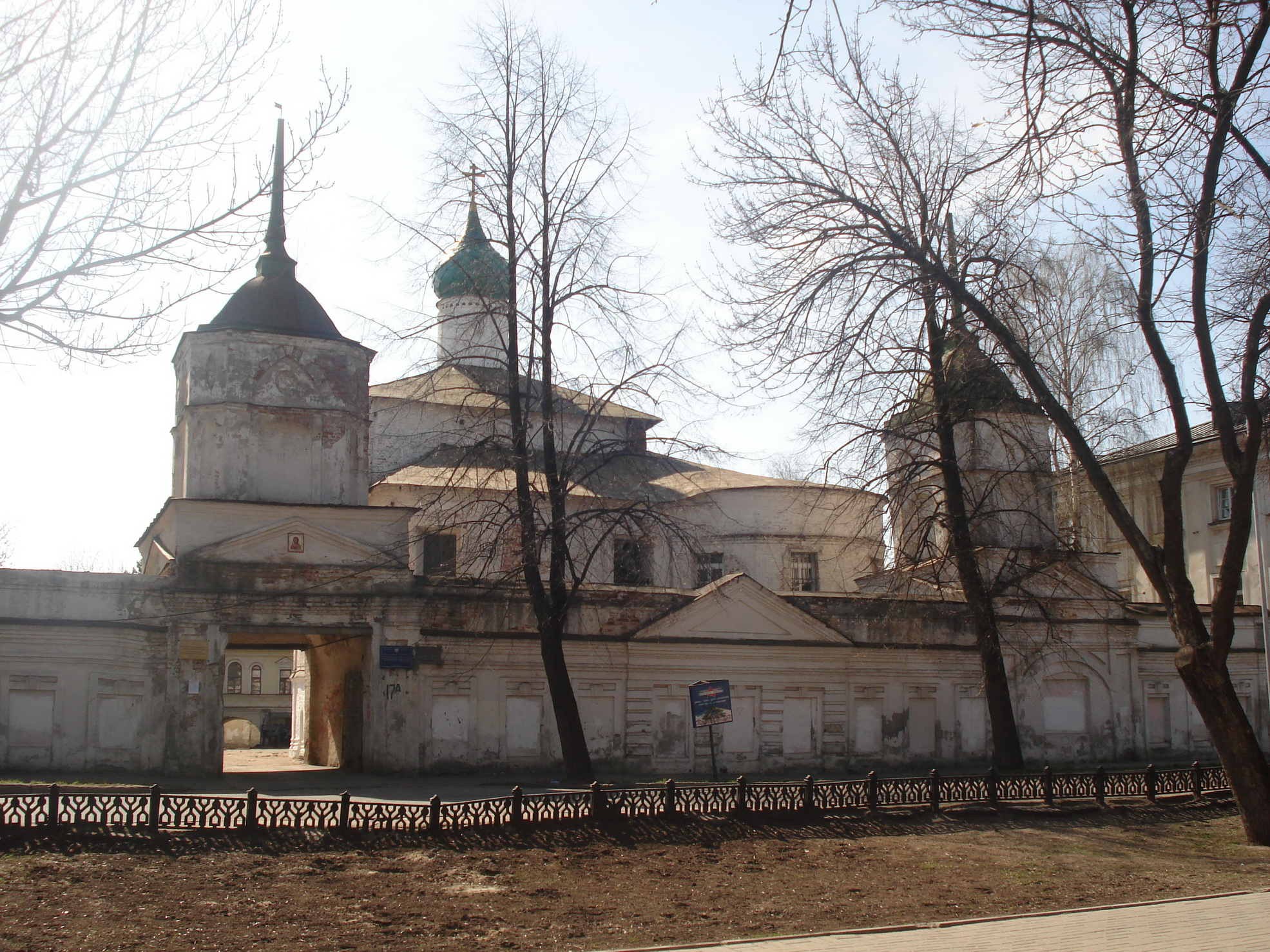
Собор Афанасіївського монастиря, 1664 р.

## Міжнародні відносини
У 2022 році Берлінгтон (США), Пуатьє (Франція), Палермо (Італія), Бургас (Болгарія), Кассель та Ганау (Німеччина), Ексетер (Велика Британія), Ювяскюля (Фінляндія) та Коїмбра (Португалія) призупинили співпрацю з Ярославлем через вторгнення Росії в Україну.

## Народились у місті
- Папонов Микола Васильович (1902—1939) — радянський селекціонер-виноградар.
- Гордон Михайло Володимирович (1902–1968) — український вчений-правознавець, професор, доктор юридичних наук, заслужений діяч науки РРФСР, завідувач кафедри цивільного права (1951—1968) Національної юридичної академії імені Ярослава Мудрого
- Кедров Боніфатій Михайлович (1903—1985) — радянський філософ, психолог, хімік, історик і популяризатор науки
- Прилежаєва Марія Павлівна (1903—1989) — російська радянська дитяча письменниця.
- Ольга Ольгіна (1904—1979) — польська оперна співачка, викладачка, професорка.
- Нікітін Володимир Дмитрович (1907—1959) — радянський державний діяч, 1-й секретар Орловського, Воронезького, Куйбишевського і Татарського обкомів ВКП(б)
- Розов Віктор Сергійович (1913—2004) — радянський і російський драматург.
- Любимов Юрій Петрович (1917—2014) — російський актор, режисер
- Горшеньов Віктор Михайлович (1924–1993) — український вчений-правознавець, професор, кандидат юридичних наук, завідувач кафедри теорії держави і права (1978—1984) Національної юридичної академії імені Ярослава Мудрого
- Баснер Веніамін Юхимович (1925—1996) — радянський та російський композитор
- Червов Вадим Сергійович (1930—2000) — радянський та український віолончеліст російського походження.
- Селевко Герман Костянтинович (1932—2008) — радянський і російський педагог-новатор, кандидат педагогічних наук (1964), професор (1989)
- Осадчук Володимир Степанович (* 1938) — український науковець, доктор технічних наук (1979), професор (1982), академік Академії інженерних наук України (1992), заслужений діяч науки і техніки України (2008)
- Косарєва Ніна Сергіївна (* 1947) — художник декоративно-ужиткового мистецтва (художня обробка шкіри). Член Спілки художників України (1976). Заслужений майстер народної творчості УРСР (1982). Нагорода Фонду культури України «За подвижництво у культурі» (1997). Нагорода Президента України орден Княгині Ольги ІІІ ступеня (1997).
- Червінська Ольга В'ячеславівна (07.02.1947, м. Ярославль, Росія) — літературознавець, професор, завідувач кафедри зарубіжної літератури та теорії літератури Чернівецького Національного університету імені Юрія Федьковича
- Володимир Макуха (* 1955) — посол України в Японії, міністр економіки України (2006—2007).

## Померли у місті
- Всеволод Голубович — український громадсько-політичний і державний діяч, голова Ради народних міністрів і міністр закордонних справ Української Народної Республіки.
- Остап Бородієвич — сотник УГА, ветеринарний референт при секретаріаті Військових справ ЗУНР.